# カイル・オークイン
カイル・オクイン（Kyle Brandon O'Quinn、1990年3月26日 - ）は、アメリカ合衆国ニューヨーク州ニューヨーク市出身のプロバスケットボール選手。ポジションはパワーフォワード。

## 来歴
ノーウォーク州立大学で4年間プレーし、2011-12シーズンにはNCAAトーナメントにも出場し、ミズーリ大学戦で26得点14リバウンドを記録し、勝利に導く活躍を見せた。その活躍もあり、2012年のNBAドラフトでは49位でオーランド・マジックから指名され、苦しいマジックのチーム状況の中、ゴール下で奮闘した。
2015年7月4日、サイン・アンド・トレードで4年1800万ドルの契約を結び、ニューヨーク・ニックスに移籍した。
2019年フィラデルフィア76ersに移籍した。
2022年8月10日、シーホース三河に移籍した。11月16日、契約条項に離反する事項があったため、双方合意の上で契約解除が発表された。
2022年12月20日、三遠ネオフェニックスに移籍した。